# Isaac Taylor (författare)
Isaac Taylor, född 17 augusti 1787, död 28 juni 1865, var en engelsk teologisk och populärfilosofisk författare.
Taylor fick betydelse som vägröjare för Oxfordrörelsen genom att dra fram studiet av patristiken. Emot Oxfordrörelsen och dess traktater polemiserade han dock och sökte visa, att 300-talets katolska kyrka ingalunda bevarat apostlarnas lära och ordning ofördärvade. Hans böcker om dagens religiösa problem gick ofta i många upplagor.